# Memoriał Huberta Jerzego Wagnera 2012
Memoriał Huberta Jerzego Wagnera 2012 – 10. edycja turnieju siatkarskiego odbyła się w dniach 20–22 lipca 2012 roku w Zielonej Górze.

## Uczestnicy
- Argentyna
- Iran
- Niemcy
- Polska

## Tabela
| Lp. | Drużyna   | Pkt | Mecze | Mecze   | Mecze   | Sety | Sety | Sety  | Małe punkty | Małe punkty | Małe punkty |
| Lp. | Drużyna   | Pkt | M     | W (3:2) | P (2:3) | wyg. | prz. | ratio | zdob.       | str.        | ratio       |
| --- | --------- | --- | ----- | ------- | ------- | ---- | ---- | ----- | ----------- | ----------- | ----------- |
| 1   | Polska    | 9   | 3     | 3 (0)   | 0 (0)   | 9    | 1    | 9.000 | 254         | 226         | 1.124       |
| 2   | Niemcy    | 6   | 3     | 2 (0)   | 1 (0)   | 7    | 4    | 1.750 | 274         | 251         | 1.092       |
| 3   | Argentyna | 2   | 3     | 1 (1)   | 2 (0)   | 4    | 8    | 0.500 | 253         | 274         | 0.923       |
| 4   | Iran      | 1   | 3     | 0 (0)   | 3 (1)   | 2    | 9    | 0.222 | 226         | 256         | 0.883       |

Źródło: fundacjawagnera.pl
Punktacja: 3:0 i 3:1 – 3 pkt; 3:2 – 2 pkt; 2:3 – 1 pkt; 1:3 i 0:3 – 0 pkt
Zasady ustalania kolejności: 1. liczba punktów; 2. stosunek setów; 3. stosunek małych punktów; 4. bilans w bezpośrednich meczach

## Wyniki
| Data       | Drużyna 1 | Wynik | Drużyna 2 | 1     | 2     | 3     | 4     | 5     | * |
| ---------- | --------- | ----- | --------- | ----- | ----- | ----- | ----- | ----- | - |
| 2012-07-20 | Niemcy    | 3:1   | Argentyna | 25:23 | 25:23 | 21:25 | 25:19 |       |   |
| 2012-07-20 | Polska    | 3:0   | Iran      | 26:24 | 25:20 | 25:21 |       |       |   |
|            |           |       |           |       |       |       |       |       |   |
| 2012-07-21 | Argentyna | 3:2   | Iran      | 25:16 | 18:25 | 25:22 | 20:25 | 17:15 |   |
| 2012-07-21 | Polska    | 3:1   | Niemcy    | 36:34 | 25:23 | 17:25 | 25:21 |       |   |
|            |           |       |           |       |       |       |       |       |   |
| 2012-07-22 | Niemcy    | 3:0   | Iran      | 25:18 | 25:20 | 25:20 |       |       |   |
| 2012-07-22 | Polska    | 3:0   | Argentyna | 25:19 | 25:23 | 25:16 |       |       |   |

## Nagrody indywidualne
| Najlepszy zawodnik (MVP) | Najlepszy atakujący | Najlepszy blokujący | Najlepszy zagrywający | Najlepszy libero  | Najlepszy rozgrywający | Najlepszy przyjmujący |
| ------------------------ | ------------------- | ------------------- | --------------------- | ----------------- | ---------------------- | --------------------- |
| Bartosz Kurek            | Zbigniew Bartman    | Marcus Böhme        | Georg Grozer          | Markus Steuerwald | Łukasz Żygadło         | Michał Winiarski      |